# Nowa Pecyna
Nowa Pecyna – wieś w Polsce położona w województwie mazowieckim, w powiecie wyszkowskim, w gminie Długosiodło. Ma status sołectwa.
Dawniej Pecyna Nowa.
Wierni Kościoła rzymskokatolickiego należą do parafii św. Rocha w Długosiodle.

## Historia
W latach 1921–1931 wieś leżała w województwie białostockim, w powiecie ostrowskim, w gminie Długosiodło.
Według Powszechnego Spisu Ludności z 1921 roku wieś zamieszkiwało 159 osób w 26 budynkach mieszkalnych. Miejscowość należała do parafii rzymskokatolickiej w Długosiodle. Podlegała pod Sąd Grodzki w Ostrowi i Okręgowy w Łomży; właściwy urząd pocztowy mieścił się w Długosiodle.
W wyniku agresji III Rzeszy na Polskę we wrześniu 1939 wieś znalazła się pod okupacją niemiecką i do wyzwolenia weszła w skład dystryktu warszawskiego Generalnego Gubernatorstwa.
W latach 1975–1998 miejscowość należała administracyjnie do województwa ostrołęckiego.